# Jair Soares
Jair de Oliveira Soares (Porto Alegre, 26 de novembro de 1933) é um político brasileiro filiado ao Progressistas (PP). Foi governador do Rio Grande do Sul pelo PDS.
Cirurgião-dentista e advogado, começou a vida pública como chefe de gabinete do então presidente da Assembleia Legislativa, deputado Gustavo Langsch, em 1960 - filiou-se ao Partido Social Democrático (PSD) gaúcho; com a segunda vitória de Ildo Meneghetti ao governo em 1962, foi para a chefia de gabinete do Instituto Rio Grandense do Arroz e nos governos de Peracchi Barcelos e Euclides Triches foi, respectivamente, Secretário de Administração e Secretário de Saúde, mantido nesse último cargo por Sinval Guazzelli. Eleito deputado federal em 1978, pela ARENA, licenciou-se para assumir o Ministério da Previdência Social no governo João Figueiredo.
Em 1982, aconteceram as primeiras eleições diretas para governador no Brasil desde 1962. Durante o regime militar os governadores dos estados foram impostos pelo governo federal. Os candidatos eram: Pedro Simon pelo PMDB, Alceu Collares pelo PDT, Olívio Dutra pelo PT e Jair Soares pelo PDS, partido originário da ARENA, partido de apoio à ditadura militar. Dutra, Collares e Simon pertenciam a partidos originários da oposição. Tanto por dificuldade de acordos entre lideranças, como pela proibição às coligações para esta eleição, a oposição foi às urnas desunida.
Inicialmente, Jair Soares venceu a prévia do PDS, derrotando o então vice-governador José Otávio Germano e o deputado federal Nelson Marchezan, decidida pelos filiados do partido, numa escolha inédita, e derrotando concorrentes que eram mais cotados.
De igual forma, Soares surpreendeu na eleição para o governo; Soares e Simon eram os candidatos com maiores chances, entretanto, faltando seis horas para o fim da apuração, Simon admitiu a derrota, e Soares elegeu-se com pouco menos de 1% de vantagem, com pouco mais de 38% dos votos. Os três candidatos derrotados viriam a ser governadores em diferentes mandatos. Jair Soares foi o primeiro governador eleito pelo voto direto depois da redemocratização do país.
Após o mandato de governador, Soares não deixou a politica: foi vereador em Porto Alegre, novamente exerceu o mandato de deputado federal; Elegeu-se deputado estadual em 2002, com mais de 38 mil votos. Foi também candidato à prefeitura da capital gaúcha em 2004, foi derrotado por José Fogaça. Em 2006 não se reelegeu à assembleia gaúcha, porém ficou na segunda posição de suplência. Permanece no Progressistas (PP), sucessor do PDS, mas apenas como dirigente partidário.